# 帕爾邁拉鎮區 (伊利諾伊州李縣)
帕尔迈拉鎮區（英語：Palmyra Township）是位於美國伊利諾伊州李縣的一個行政鎮區。

## 地方資料
根據2010年美國人口普查的數據，帕尔迈拉鎮區的面積為92.00平方千米，當中陸地面積為90.20平方千米，而水域面積為1.80平方千米。當地共有人口2742人，而人口密度為每平方千米29.8人。